# Sensbacher Höhe
Die Sensbacher Höhe, ein Höhenzug in der Gemarkung Ober-Sensbach im hessischen Odenwald, ist mit 557,8 m ü. NHN nach dem Kohlwald bei Bullau die zweithöchste Erhebung im Odenwaldkreis.
Die Sensbacher Höhe erstreckt sich über etwa 5 km Länge zwischen den von Nord nach Süd laufenden Fließgewässern von Gammelsbach im Westen mit dem gleichnamigen Straßendorf im Tal, das zu Oberzent gehört, und von Sensbach im Osten, an dessen Ufer die drei Oberzenter Ortsteile Ober-Sensbach, Unter-Sensbach und Hebstahl liegen. Oben auf dem Bergzug, der fast durchweg bewaldet ist, verläuft fast ohne Gefällewechsel eine Waldstraße. Die Sensbacher Höhe fällt von Nord nach Süd vom höchsten Punkt (557,8 m) auf einer recht flachen Kuppe im Waldgewann Hohe Höhe, das nahe bei einem kleinen, die Täler verbindenden Pass der L 3120 liegt, über den Gickelsberg (554 m) bis etwa zum Zigeunerstock (452,8 m).
Der Bergzug setzt sich morphologisch nach Norden wie nach Süden fort, diese Fortsetzungen werden jedoch nicht mehr zur Sensbacher Höhe gezählt: Im Norden führt der Selserberg in fortlaufendem Gefälle bis zum Elseberg (518 m) hinab, hinter einem Seitentaleinschnitt am Reußenkreuz liegt noch der Krähberg (554,9 m). Im Süden steigt der Kamm bis zur Hohen Warte (551,5 m) an und fällt danach in Richtung Südsüdwesten über den Itterberg (391 m) bis ins Neckartal bei Eberbach ab.